# Should Men Walk Home?

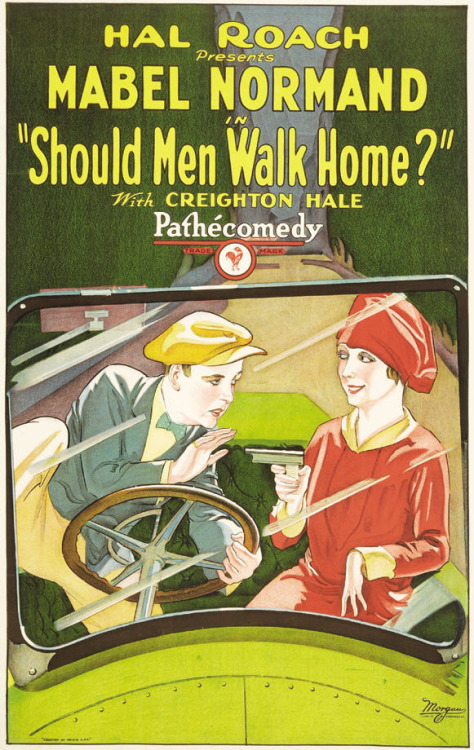
Affiche du film.

Should Men Walk Home?  est un film muet américain de Leo McCarey sorti en 1927.

## Synopsis
Un jeune homme prend une jolie femme en stop ; elle le menace d'un revolver pour lui voler son portefeuille, mais le jeune homme accélère et se fait arrêter par un policier qui les suit. La jeune femme est forcée de renoncer à son projet et l'homme lui propose de s'associer, car il est cambrioleur.
Ils se rendent ensemble à une soirée dans une grande maison afin de voler un bijou. Le détective de la maison les soupçonne mais ne parvient pas à les prendre sur le fait. Le bijou volé passe de main en main, tombe dans une fontaine où l'homme plonge pour le récupérer. Faisant face au détective, il donne discrètement le bijou à la jeune femme, qui le jette dans une soupière servie sur un buffet. Dès lors les deux complices surveillent la soupière et s'arrangent pour renverser le bol de chaque convive dès qu'il est servi. Un convive corpulent est victime de ce manège à de nombreuses reprises. Le propriétaire de la maison lui-même reçoit le bijou dans son bol de soupe. La jeune voleuse fait mine d'être prise de quinte de toux et prend le bol de soupe pour l'avaler, retenant le bijou dans sa bouche. S'enfuyant à l'étage, elle confie le bijou au bébé du maître de maison, mais celui-ci s'échappe et va le porter à son père. Les deux voleurs doivent donc partir sans leur butin ; ils se promettent de devenir honnêtes, mais seulement à partir du lendemain. En effet, lorsque le détective serre la main de l'homme, il trouve dans son chapeau et sous sa veste toute l'argenterie de la maison.

## Fiche technique
- Titre : Should Men Walk Home?
- Réalisation : Leo McCarey
- Assistants réalisation : Joe Barry et Lloyd French
- Costumes : Will Lambert
- Scénario : Albert Austin, Alfred J. Goulding et H. M. Walker
- Photographie : Floyd Jackman
- Montage : Richard C. Currier
- Producteur : Hal Roach
- Société de production : Hal Roach Studios
- Société de distribution : Pathé Exchange
- Pays d’origine :  États-Unis
- Langue : Anglais
- Format : 1.33 : 1, 35 mm, noir et blanc
- Durée : 20 minutes
- Date de sortie : 30 janvier 1927

## Distribution
- Mabel Normand : la fille
- Creighton Hale : le gentleman
- Eugene Pallette : le détective
- Oliver Hardy : un invité à la réception
- Edgar Dearing : le policier à moto (non crédité)
- Blanche Payson (non créditée)
- Fay Holderness (en) : la nurse (non créditée)